# NAO (banda)
NAO es un grupo gallego de música rock originario de La Estrada, Pontevedra. El grupo lleva editados cuatro álbumes de estudio además de un EP musical en formato de descarga digital. Las letras de sus canciones se caracterizan por el compromiso político y la crítica social.

## Trayectoria
En noviembre de 2007 editaron su primer álbum, As palabras espidas, que incluía una canción con el poema de Rosalía de Castro "A xustiza pola man". En el 2010, lanzaron su segundo álbum, Coas túas mans, que fue autoeditado. A finales de 2012 comenzaron un proyecto de crowdfounding para publicar su tercer trabajo, Cancións de amor e liberdaade, que también fue autoeditado y que vio la luz el 26 de febrero de 2013.
En 2014, el grupo se hizo con el galardón de la categoría Metal en la segunda edición de los Premios Martín Codax de la Música. En 2015, pusieron música a la campaña de Nós - Candidatura Galega para las Elecciones generales de España de 2015 con la canción “Nós, porque este soño é necesario para un soño” en colaboración con Mini y Navia Rivas. En abril de 2016, lanzaron un doble EP Soñar y Crear, que es parte de la trilogía llamada Apocalipse NAO de la que se compone el último álbum de esta banda. El 20 de noviembre de 2018 se publicaría la tercera parte, Ata que o lume se apague.

## Miembros
- Pablo Carracedo "Jasper": Guitarra y voz
- Gustavo Brea "Gus": Guitarra
- Antón Fernández "Torroncho": Bajo
- Xosé: Batería

## Discografía

### Álbumes de estudio
- As palabras espidas (2007)
- Coas túas mans (2009)
- Cancións de amor e liberdade (2013)
- Apocalipse NAO (2016-2018)
  - Soñar (2016)
  - Crear (2016)
  - Ata que o lume se apague (2018).

### EP
- Cartas no caderno (2014)